# Aleandro Rosi
Aleandro Rosi (Rome, 17 mei 1987) is een Italiaanse betaald voetballer die doorgaans in de verdediging speelt. Hij verruilde Parma in juli 2014 voor Genoa.

## Carrière
Rosi stootte in 2004 door vanuit de jeugdopleiding van AS Roma. Dat verhuurde hem in het seizoen 2007/08 aan Chievo Verona, in 2008/09 aan AS Livorno Calcio en in 2009/10 aan AC Siena. Rosi debuteerde op 29 mei 2005 in de hoofdmacht van AS Roma.
Rosi speelde in Italiaanse nationale jeugdselecties onder 16, onder 17, onder 18 en onder 19.